# Hydrocotyle domingensis
Hydrocotyle domingensis là một loài thực vật có hoa trong Họ Cuồng. Loài này được Mathias & Constance mô tả khoa học đầu tiên năm 1975.